# Jordi Castel
Jordi Castel Casola (Barcelona, España, 15 de marzo de 1954) es un exfutbolista español que se desempeñaba como guardameta.

## Clubes
| Club                       | País   | Año       |
| -------------------------- | ------ | --------- |
| F. C. Barcelona Atlètic    | España | 1974-1977 |
| C. E. Sabadell F. C.       | España | 1979-1981 |
| C. D. Castellón            | España | 1981-1982 |
| R. C. Recreativo de Huelva | España | 1982-1987 |
| C. F. Jovent Mollerussa    | España | 1988-1989 |